# Le Vagabond (Grosz)
 (juillet 2025).
Si vous disposez d'ouvrages ou d'articles de référence ou si vous connaissez des sites web de qualité traitant du thème abordé ici, merci de compléter l'article en donnant les références utiles à sa vérifiabilité et en les liant à la section « Notes et références ».
Pour les articles homonymes, voir Le Vagabond.
Le Vagabond est un tableau du peintre allemand  George Grosz réalisé en 1943. 

## L'œuvre
Cette peinture a été réalisée à New York, en 1943, dix ans après que le peintre a fui le régime nazi.
Il s'agit d'un autoportrait faisant référence à Wotan, le dieu voyageur de Siegfried de Richard Wagner qui erre dans le monde mais ne le gouverne plus. L'artiste se peint marchant déterminé, mais sombre dans un paysage désolé et hostile.
Hitler s'était abusivement approprié l'univers wagnérien comme une part de l'idéologie national-socialiste.[réf. nécessaire]
En choisissant de faire référence à l'opéra de Richard Wagner, il revendique sa culture germanique en s'opposant symboliquement au régime nazi.